# موريس هركلس
موريس هركلس (بالإنجليزية: Maurice Harkless)‏ مواليد 11 مايو 1993 في نيويورك، هو لاعب كرة سلة محترف أمريكي بورتوريكي بدأ مسيرته الاحترافية في سنة 2012 حيث تم اختياره من قبل فريق فيلادلفيا سفنتي سيكسرز خلال الدرافت، يلعب مع فريق بورتلاند ترايل بلايزرز في الرابطة الوطنية لكرة السلة ويحمل الرقم 4. يبلغ طوله 6 قدم 9 بوصة (2.1 م).

## إحصائيات المسيرة

### الموسم الاعتيادي
| السنة   | الفريق                 | لعب | بدأ | دقيقة | ميداني% | ثلاثية | حرة  | ارتداد | صنع | استلاب | تصدي | نقطة |
| ------- | ---------------------- | --- | --- | ----- | ------- | ------ | ---- | ------ | --- | ------ | ---- | ---- |
| 2012–13 | أورلاندو ماجيك         | 76  | 59  | 26.0  | .461    | .274   | .570 | 4.4    | 0.7 | 1.2    | 0.8  | 8.2  |
| 2013–14 | أورلاندو ماجيك         | 80  | 41  | 24.4  | .464    | .383   | .594 | 3.3    | 1.0 | 1.2    | 0.6  | 7.4  |
| 2014–15 | أورلاندو ماجيك         | 45  | 4   | 15.0  | .399    | .179   | .537 | 2.4    | .6  | .7     | .2   | 3.5  |
| 2015–16 | بورتلاند ترايل بلايزرز | 78  | 14  | 18.7  | .474    | .279   | .622 | 2.3    | .9  | .6     | .4   | 6.4  |
| المسيرة | المسيرة                | 279 | 118 | 21.7  | .459    | .300   | .589 | 3.5    | 0.8 | 1.0    | 0.6  | 6.7  |

## روابط خارجية
- موريس هركلس على موقع إن بي أي (الإنجليزية)
- موريس هركلس على موقع سبورتس رفرنس (الإنجليزية)
- موريس هركلس على موقع كرة السلة الأوروبية.كوم (الإنجليزية)
- موريس هركلس على موقع إي إس بي إن.كوم (الإنجليزية)
- موريس هركلس على موقع كلية كرة السلة في سبورتس رفرنس.كوم (الإنجليزية)
- موريس هركلس على موقع ريلجم (الإنجليزية)
- موريس هركلس على موقع بروبوليرز (الإنجليزية)
- موريس هركلس على موقع سبورتس رفرنس (الإنجليزية)